# Margarete Himmler

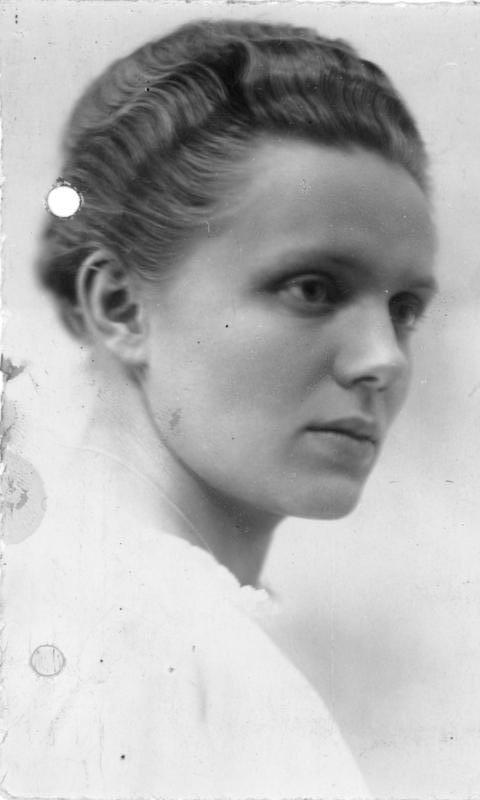
Margarete Siegroth (1918)

Margarete Himmler, Kurzform Marga Himmler, geb. Boden, geschiedene Siegroth, (* 9. September 1893 in Goncerzewo bei Bromberg; † 25. August 1967 in München) war eine deutsche Krankenschwester und die Ehefrau des Reichsführers SS Heinrich Himmler.

## Leben

### Jugend, erste Ehe und Scheidung
Margarete Boden war die Tochter des Gutsbesitzers Hans Boden und dessen Ehefrau Elfriede, geb. Popp. Sie hatte vier Geschwister. Ihre Schullaufbahn schloss sie 1909 an der Höheren Töchterschule in Bromberg ab. Sie absolvierte eine Ausbildung zur Krankenschwester, die sie während des Ersten Weltkrieges beendete, und war danach in einem Lazarett des Deutschen Roten Kreuzes (DRK) tätig. Ihre erste Ehe blieb kinderlos und wurde nach kurzer Zeit geschieden. Durch die wirtschaftliche Unterstützung ihres Vaters war es ihr möglich, Teilhaberin einer Privatklinik in Berlin zu werden und dort den Pflegedienst zu leiten. Am wirtschaftlichen Erfolg der Privatklinik war sie beteiligt.

### Ehe mit Heinrich Himmler

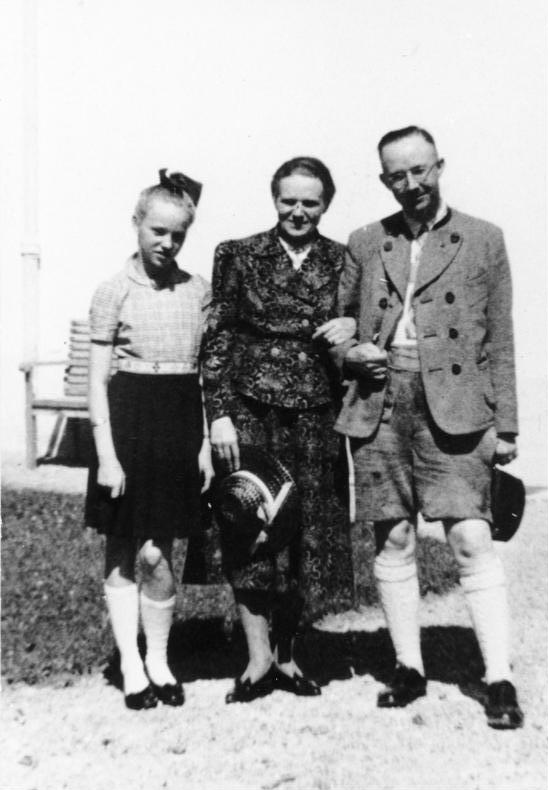
Margarete (Mitte) und Heinrich Himmler mit Tochter Gudrun

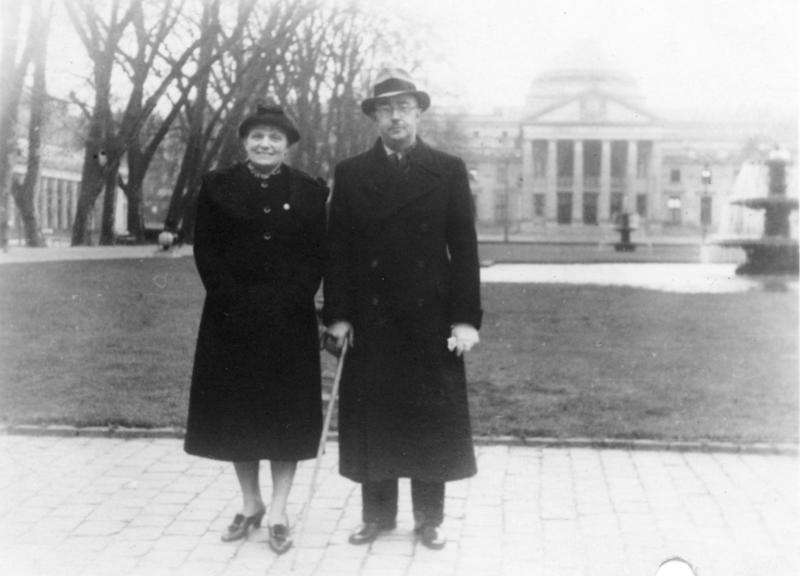
Himmler mit Ehefrau im November/Dezember 1936 vor dem Kurhaus Wiesbaden.

Im Dezember 1926 in Bad Reichenhall oder im September 1927 im bayerischen Sulzbach lernte sie während einer seiner Vortragsreisen den sieben Jahre jüngeren Heinrich Himmler kennen und blieb mit ihm in engem brieflichen Kontakt. In ihren Briefen an Himmler bezeichnete sie ihn beispielsweise als „Dickkopp“ oder „Landsknecht mit dem harten Herzen“ und zeigte sich von seinem romantischen Schreibstil und seiner aufrichtigen Liebe beeindruckt. Himmlers Briefe an seine Frau wurden im Januar 2014 nach Informationen der Zeitung Die Welt in Israel entdeckt und in einem Gutachten des Bundesarchivs als zweifelsfrei echt eingestuft. Die blonde und blauäugige Krankenschwester entsprach Himmlers Frauenideal. Beide verband zudem das Interesse an Homöopathie, Heilkräutern und der Landwirtschaft. Von Himmler erhielt sie antisemitische und gegen Freimaurerei gerichtete Lektüre. In einem Schreiben an Himmler vom 22. Juni 1928 äußerte sie sich abfällig über den Miteigner der Privatklinik, den Gynäkologen und Chirurgen Bernhard Hauschildt: „Dieser Hauschildt! Jud bleibt Jud!“
Nach mehreren Treffen am jeweiligen Wohnort beschlossen beide im Februar 1928, zu heiraten. Himmler tat sich zunächst schwer, diese Beziehung seinen Eltern zu offenbaren, da seine zukünftige Braut geschieden, sieben Jahre älter und evangelisch war. Die standesamtliche Trauung fand am 3. Juli 1928 in Berlin-Schöneberg statt, die kirchliche im brandenburgischen Zepernick. Von Himmlers Familie kam kein Angehöriger zur Hochzeit, Trauzeugen waren der Vater und der Bruder der Braut. Letztlich akzeptierten Himmlers Eltern seine Entscheidung, das Verhältnis seiner Ehefrau zur Familie Himmler blieb jedoch distanziert. Gebhard Ludwig Himmler, der Bruder Heinrich Himmlers, charakterisierte sie später als eine „kühle, harte, keinerlei Gemütlichkeit ausstrahlende, hochgradig nervöse, allzu oft lamentierende Frau“, die aber eine „vorbildliche Hausfrau gewesen“ sei und „immer zu ihrem Mann gehalten habe“. Zum 1. August 1928 trat Margarete Himmler der NSDAP bei (Mitgliedsnummer 97.252).
Nach der Eheschließung veräußerte sie ihren Anteil an der Privatklinik für 12.000 Reichsmark. Sie zog von Berlin nach Waldtrudering bei München, wo das Paar mit dem Erlös aus dem Klinikverkauf ein Haus erworben hatte. Himmlers geringes Einkommen als Parteiangestellter versuchte das Ehepaar erfolglos durch den Verkauf eigener landwirtschaftlicher Produkte aufzubessern. Das Ehepaar betrieb eine Hühnerzucht. Die Himmlers bekamen eine Tochter, Gudrun (* 8. August 1929 in München; † 24. Mai 2018), die Püppi genannt wurde. Als Adoptivkind kam im März 1933 noch der Halbwaise Gerhard von der Ahé (28. Juli 1928 – Dez. 2010) in die Familie, dessen der SS angehörender Vater Kurt von der Ahé am 19. Februar 1933 bei einer Straßenschlacht in Berlin erschossen worden war.
Im Februar 1933 nahm die Familie Himmler nach dem Hausverkauf ihren Wohnsitz zunächst in der Münchner Prinzregentenstraße, wo auch Adolf Hitler lebte. 1934 erwarben die Eheleute das Anwesen Lindenfycht in Gmund am Tegernsee; Heinrich Himmler hielt sich in dieser Zeit schon hauptsächlich in Berlin auf.
Aufgrund Heinrich Himmlers Dienstverpflichtungen wurden die Familienzusammenkünfte allmählich sporadisch, der regelhafte Kontakt bestand aus Telefonaten und Briefen. Das Paar lebte sich immer mehr auseinander. Bei wenigen offiziellen Anlässen wie Reichsparteitagen oder Empfängen bei Hitler kam Margarete Himmler ihren Repräsentationspflichten als Ehefrau des Reichsführers SS nach. In Berlin-Dahlem erwarb das Paar 1937 ein weiteres Haus, wo sich Margarete Himmler anfangs auch zeitweise aufhielt. Gegen Ende des Jahres 1937 unternahmen beide eine vierwöchige Reise nach Italien. Obwohl mit dem Reichsführer SS verheiratet, war Margarete Himmler in SS-Kreisen unbeliebt und wurde nicht anerkannt. Während des Reichsparteitages 1938 geriet sie beispielsweise in Konflikt mit anwesenden Ehefrauen der ranghöchsten SS-Führer, da diese sich von ihr nicht das Tagesprogramm diktieren lassen wollten. Lina Heydrich, die dem Heydrich-Biographen und Historiker Robert Gerwarth zufolge gegen Margarete Himmler eine „heftige Abneigung“ hegte, äußerte sich nach Kriegsende in der Zeitschrift Der Spiegel abfällig über Himmlers Frau. Diese sei eine „spießige, humorlose und von Platzangst besessene blonde Frau“ gewesen. Sie habe „ihren Mann bis mindestens 1936“ beherrscht.
Baldur von Schirach schrieb in seinen Memoiren, Heinrich Himmler habe „unter dem Pantoffel“ seiner Frau gestanden: „Der Chef der Polizei und SS war zu Hause eine Null, mußte immer nachgeben“.

### Zweiter Weltkrieg
Nach Beginn des Zweiten Weltkrieges wurde sie in einem Lazarett des Deutschen Roten Kreuzes (DRK) tätig. Ab Anfang Dezember 1939 führte sie die Aufsicht über die DRK-Lazarette im Wehrkreis III (Berlin-Brandenburg). Im Rahmen dieser Tätigkeit führte sie auch Dienstreisen in die von der Wehrmacht besetzten Länder durch. Im März 1940 notierte sie während einer Dienstreise ins deutsch besetzte Polen:

„Nun war ich in Posen, Lodsch und Warschau. Dieses Judenpack, die Pollaken, die meisten sehen gar nicht wie Menschen aus, u. der unbeschreibliche Dreck. Es ist eine unerhörte Aufgabe, dort Ordnung zu schaffen.“

Sie erreichte beim DRK den Rang einer Oberstführerin. Da es zwischen ihr und den dort arbeitenden Ärzten immer häufiger zu Konflikten kam, gab sie ihre Tätigkeit für das DRK schließlich auf. Anschließend lebte sie zurückgezogen wieder in Gmund. Sie erfuhr spätestens im Februar 1941 von der Beziehung ihres Ehemannes zu dessen Privatsekretärin Hedwig Potthast, durch die sie sich erniedrigt fühlte und mit Verbitterung reagierte. Obwohl die Ehe bereits zerrüttet war, ließen sich die Eheleute nicht scheiden. Heinrich Himmler besuchte seine Ehefrau und Tochter weiterhin am gemeinsamen Wohnsitz in Gmund, insbesondere um seine innige Beziehung zur Tochter zu pflegen. Mit Potthast führte Himmler eine Art „Zweitehe“, die er durch das Zeugen von Kindern legitimiert sah. Das Paar bekam zwei Kinder. Sowohl seine Ehefrau als auch seine Geliebte „hielten bis zuletzt unbeirrt zu ihm“.
Margarete Himmler stand letztmals im April 1945 in Kontakt zu ihrem Ehemann und setzte sich danach gemeinsam mit ihrer Tochter aus Gmund ab. In Begleitung von SS-Männern gelangte sie mit ihrer Tochter nach Südtirol, wo beide in Bozen untertauchten.

### Nachkriegszeit

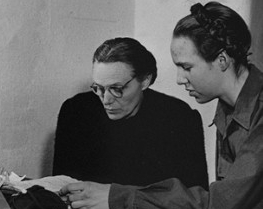
Margarete Himmler (links) mit Tochter Gudrun in alliierter Internierung während der Nürnberger Prozesse in Nürnberg. Aufnahme vom 24. November 1945.

Nach dem Einmarsch der US-Armee in Bozen im Mai 1945 verrieten SS-Männer das Versteck an amerikanische Soldaten. Margarete Himmler wurde am 13. Mai 1945 mit ihrer Tochter in Bozen festgenommen und in Italien sowie Frankreich interniert. Danach wurde sie umgehend vernommen. Während des Verhörs wurde jedoch deutlich, dass sie über die Dienstgeschäfte ihres Ehemannes nicht informiert war und in einer „Kleinstadtmentalität“ verharrte. Im September 1945 wurde Margarete Himmler im Zuge der Nürnberger Prozesse verhört. Zuletzt wurden beide Frauen im Internierungslager Ludwigsburg 77 festgehalten. Da sie keine Beschuldigten waren und die Alliierten auch keine weitere Verwendung für sie hatten, wurden Mutter und Tochter im November 1946 aus der Internierung entlassen. Sie kamen beide zunächst in den Bodelschwinghschen Anstalten Bethel in Bielefeld unter. In der diakonischen Einrichtung arbeiteten Mutter und Tochter in der Weberei und Spinnerei. Kost und Logis der Himmlers wurden teils über Spenden finanziert, so dass sie in der Einrichtung ein bescheidenes Leben führen konnten. Ihr Aufenthalt dort wurde vom Vorstand der Anstalt Bethel ausdrücklich befürwortet und auch nach außen vertreten, war jedoch nicht unumstritten. Mutmaßungen, dass sie es sich in den Bodelschwinghschen Anstalten gutgehen ließen, kamen auf. So erschien am 4. Juni 1947 ein Artikel in der Europaausgabe der New York Tribune, der mit „Widow of Heinrich Himmler Lives Like a Gentlewoman“ betitelt war. Das Zusammenleben mit Margarete Himmler gestaltete sich für die Mitbewohner schwierig.
Margarete Himmler wurde 1948 in Bielefeld zunächst als Minderbelastete (Kategorie III) entnazifiziert. Über einen Rechtsanwalt ging sie 1950 gegen diese Einstufung an, da ihre frühe NSDAP-Mitgliedschaft nur „nominell“ gewesen sei, ihr hoher Rang beim DRK aus ihrer seit 1914 bestehenden Mitgliedschaft resultiere und sie selbst als Ehefrau des Reichsführers SS nicht im Rampenlicht gestanden hätte. Dennoch revidierte der Entnazifizierungsausschuss in Detmold ihre Einstufung nicht, da sie wohl die Ziele der NSDAP vertreten und die Taten ihres Ehemannes gutgeheißen habe. Ihr Rechtsanwalt insistierte daraufhin im folgenden Berufungsverfahren, dass sie nicht für die Taten ihres Ehemannes verantwortlich gemacht werden könne und diese Entscheidung vom Gedanken der Sippenhaft geleitet sei. Am 19. März 1951 wurde sie schließlich als Mitläufer (Kategorie IV) eingestuft. In dem Urteil wurde anerkannt, dass sie nicht für die Verbrechen ihres Ehemannes verantwortlich sei, sich aber auch nicht davon distanziert habe. Darüber hinaus habe sie vom Aufstieg ihres Ehemannes profitiert. Da dieses in der Britischen Besatzungszone begonnene Entnazifizierungsverfahren durch den Bayerischen Ministerpräsidenten Hans Ehard nicht anerkannt wurde, wurde aufgrund der ungeklärten Eigentumsfrage ihres Hauses in Gmund ein weiteres Entnazifizierungsverfahren durchgeführt. Schließlich wurde sie am 15. Januar 1953 in München als Nutznießerin des NS-Regimes und damit Belastete (Kategorie II) eingestuft und u. a. zu 30 Tagen Sonderarbeit sowie dem Verlust von Rentenansprüchen und des Wahlrechts verurteilt.
Ihre Tochter hatte Bethel bereits im Jahr 1952 verlassen. Sie selbst zog im Sommer 1954 aus den Bodelschwinghschen Anstalten aus und nahm in Bethel ein Privatzimmer. Ab Herbst 1955 lebte sie mit ihrer Schwester Lydia in Heepen. Ihr Adoptivsohn Gerhard lebte als Spätheimkehrer zunächst in ihrer Wohnung. Von der Öffentlichkeit wurde ihr weiterer Werdegang kaum beachtet. Auf kritische Nachfragen bezüglich der etwa neunjährigen Beherbergung Margarete Himmlers in den Bodelschwinghschen Anstalten äußerte der Anstaltsleiter Friedrich von Bodelschwingh im April 1962:

„Eine erbauliche Geschichte ist auch nicht daraus entstanden, indem Frau Himmler in absoluter Verblendung verharrte, bis sie uns ohne Dank verließ und zu ihren inzwischen wieder auf die Beine gekommenen braunen Spießgesellen abgewandert ist. Auch dies kann uns in keiner Weise beeindrucken, denn wir gehorchen ja nicht dem Befehl Jesu, um hernach irgendwelche frommen Erfolgsgeschichten erzählen zu können.“

Ihren Lebensabend verbrachte Margarete Himmler bei ihrer Tochter in München.
Sie führte von 1937 bis 1945 unregelmäßig Tagebuch. Insgesamt umfasst das Tagebuch 122 Seiten, das Original befindet sich heute im United States Holocaust Memorial Museum. Tagebuchauszüge wurden von Jürgen Matthäus veröffentlicht.

## Wertungen
Peter Longerich merkt an, dass Margarete Himmler während der NS-Zeit wahrscheinlich nichts von den Dienstgeheimnissen oder geplanten Projekten ihres Ehemanns wusste. Sie selbst gab nach Kriegsende an, von Verbrechen keine Kenntnis gehabt zu haben, distanzierte sich aber auch nicht davon. Margarete Himmler war eine überzeugte Nationalsozialistin mit antisemitischer Grundhaltung. Laut Jürgen Matthäus gefiel sie sich während der NS-Zeit „im Repräsentieren und litt zugleich unter der selbstverursachten Isolation von ihrer Umwelt. Ihr Versuch […], im Deutschen Roten Kreuz in Berlin eine in ihren Augen sinnvolle Tätigkeit aufzunehmen, durchbrach die Vereinsamung nicht. […] Als Parteimitglied […] glaubte sie bis zuletzt an den Führer und verachtete Juden als ‚Pack‘, das zu verschwinden habe. Besuche in Ghettos bestätigten ihre Vorurteile, an Beutegut aus dem Osten scheint sie sich dennoch – wie andere SS-Frauen auch – bereichert zu haben“.